# كومودور إنترناشونال
إن شركة كومودور (بالإنجليزية: Commodore المعروفة أيضا باسم Commodore International)‏ كانت شركة إلكترونيات أمريكية يقع مقرها في وست تشستر (West Chester) في ولاية بنسيلفانيا. وكانت من أهم الشركات في مجال الحاسوب المنزلي والشخصي في الثمانينات. وتعرف الشركة باسم (Commodore Business Machines CBM) في نطاق البحث والتطوير. وإن الشركة أنتجت وسوقت الحاسوب الأكثر مبيعًا في عام 1982 وهو حاسوب كومودور 64. وأعلنت الشركة عام 1994 إفلاسها، ولكن تم العديد من محولة إعادة نظامها أميغا إلى الأسواق. وتم إعادة تشغيل الشركة في منتصف عقد 2000 بعد عدة دُموج ضمة شركات يهرونيمو ميديا فنتورس (Yeahronimo Media Ventures) وٍساتكس كوميونكيشون بي في (SATXS Communications BV) وتوليب كومبيوتر (Tulip Computers) ليصبح اسم الشركة كومودور إنترناشونال كوربوريشون (Commodore International Corporation) والتي تقع في هولندا.